# Arabanoo
Arabanoo (ur. ok. 1758−1764, zm. ok. 18 maja 1789) – Aborygen australijski. Posługiwał się językiem eora, należał do klanu Gayimai zamieszkującego dzisiejsze tereny dzielnicy Manly w Sydney.
Arabanoo został porwany 30 lub 31 grudnia 1788 roku, z rozkazu gubernatora Nowej Południowej Walii, Arthura Phillipa, który chciał w ten sposób lepiej poznać zwyczaje tubylców i pozyskać tłumacza. Ówczesne przekazy opisują go jako „niezbyt wysokiego, ale solidnie zbudowanego”, „z męskim i wrażliwym obliczem”, „mówiącego miękkim i melodyjnym głosem”. Początkowo Arabanoo nie chciał wyjawić swojego imienia i został nazwany przez jego porywaczy Manly, od nazwy zatoczki (Manly Cove), gdzie został schwytany.
Po schwytaniu Arabanoo został wykąpany i ścięto mu włosy, co miał przyjąć z wyraźnym zadowoleniem. Otrzymał europejskie ubranie, w którym początkowo niezbyt dobrze się czuł. Do pilnowania Arabanoo wybrano jednego z zesłańców, na prawym nadgarstku Aborygena umieszczono dużą bransoletę, za którą w nocy był przywiązywany do swojego strażnika aby uniemożliwić jego ucieczkę.
Po kilku tygodniach w niewoli Arabanoo wyjawił w końcu swoje imię, ale już wcześniej stał się ulubieńcem gubernatora i dzieci mieszkających w kolonii. Arabanoo mieszkał wraz ze strażnikiem w osobnym szałasie, ale wszystkie posiłki spożywał w domu gubernatora.
W kwietniu 1789 roku, po wybuchu epidemii ospy, która zdziesiątkowała lokalne plemiona, Arabanoo opiekował się znajdującymi się w szpitalu chorymi. Zmarł około 18 maja, opiekując się dwójką chorych dzieci. Został pochowany w ogrodzie rezydencji gubernatora.